# 銀魂劇場版：新譯紅櫻篇
《銀魂劇場版 新譯紅櫻篇》（Gintama: The Movie）是於2010年改编自日本漫畫家空知英秋作品《銀魂》的動畫電影。

## 劇情
故事發生在日本的江戶時代的某個晚上，桂小太郎在橋上遭到試刀殺人的武士襲擊便一瞬間倒臥在血泊之中……那天夜晚之後，桂開始下落不明。由於這起試刀殺人的武士所引發的案件使得町內居民人心惶惶。伊麗莎白為了盡早找到桂，於是他去萬事通向新八、神樂、定春請求協助找人。另一方面銀時則是去接受村田鐵矢、鐵子兄妹的委託尋找失蹤的妖刀“紅櫻”。三人的線索匯聚到一艘空中飛艇上，由於遠離警察的管轄範圍，飛艇裡的惡勢力一手遮天。看似同時發生卻沒關係的兩件事情，最後卻慢慢的整合起來發現預料外的陰謀正在進行中……
在尋找過程中新八與銀時相遇，並遇見了近期在江户橫行的試刀者，而此人正是與銀時交手過的砍人似藏。而似藏手握的正是下落不明的妖刀紅櫻，銀時與他交手卻身受重傷。而神樂根據桂遺留下來的物品發現一艘可疑的船隻，她在那裏遇見的竟是高杉帶領的鬼兵隊。當銀時得知曾經的戰友卻現今成為宿敵的高杉正帶領著鬼兵隊想要利用企圖妖刀紅櫻來毀滅江戶的真相。面對宿敵所帶來的巨大威脅，遭到紅櫻的攻擊卻行蹤不明的桂是否還活著？身受重傷的銀時能夠平安脫險嗎？他是否能夠跟新八與神樂一起阻止妖刀紅櫻並且拯救江戶嗎？

## 登場角色
- 以下為片中聲優順序。

| 角色       | 配音員     | 配音員 | 配音員 |
| 角色       | 日本       | 臺灣   | 香港   |
| ---------- | ---------- | ------ | ------ |
| 坂田銀時   | 杉田智和   | 林協忠 | 黃啟昌 |
| 志村新八   | 阪口大助   | 賀宇傑 | 曹啟謙 |
| 神樂       | 釘宮理惠   | 林凱羚 | 何璐怡 |
| 桂小太郎   | 石田彰     | 梁興昌 | 梁偉德 |
| 高杉晉助   | 子安武人   | 賀宇傑 | 馮錦堂 |
| 岡田似蔵   | 青山穰     | 陳幼文 | 潘文柏 |
| 村田鐵矢   | 大西健晴   | 江志倫 | 葉振聲 |
| 村田鐵子   | 根本圭子   | 曾允凡 | 黃玉娟 |
| 武市變平太 | 茶風林     | 梁興昌 | 葉振聲 |
| 來島真多子 | 早水理沙   | 郭馨雅 | 鄭麗麗 |
| 村田仁鐵   | 鈴木清信   | 梁興昌 | 古明華 |
| 志村妙     | 雪野五月   | 曾允凡 | 梁少霞 |
| 定春       | 高橋美佳子 | 郭馨雅 | 梁少霞 |
| 近藤勲     | 千葉進歩   | 黃乾師 | 陳廷軒 |
| 土方十四郎 | 中井和哉   | 梁興昌 | 何承駿 |
| 沖田總悟   | 鈴村健一   | 黃乾師 | 張裕東 |
| 山崎退     | 太田哲治   | 賀宇傑 | 李致林 |
| 河上萬齋   | 山崎巧     | 賀宇傑 | 陳欣   |
| 神威       | 日野聰     | 賀宇傑 | 李致林 |
| 阿伏兔     | 大塚芳忠   | 梁興昌 | 古明華 |
| 沖田三葉   | 島本須美   | 郭馨雅 | 曾秀清 |
| 登勢       | 鯨 (聲優)  | 郭怡心 | 袁淑珍 |
| 凱薩琳     | 杉本優     | 林凱羚 | 陸惠玲 |
| 猿飛菖蒲   | 小林優     | 郭馨雅 | 曾秀清 |
| 柳生九兵衛 | 折笠富美子 | 郭馨雅 | 陸惠玲 |
| 東城步     | 遊佐浩二   | 江志倫 | 劉昭文 |
| 長谷川泰三 | 立木文彦   | 賀宇傑 | 伍博民 |
| 坂本辰馬   | 三木眞一郎 | 梁興昌 | 陳廷軒 |
| 松平片栗虎 | 若本規夫   | 陳幼文 | 陳永信 |
| 哈達王子   | 坂口候一   | 江志倫 | 陳卓智 |
| 伊麗莎白   | 那個大人物 | 江志倫 | 潘文柏 |
| 吉田松陽   | 山寺宏一   | 陳幼文 | 張錦江 |
| 華納兄弟   | 山寺宏一   | 陳幼文 |        |

## 製作
本作品是銀魂首部電影化的作品，以原作高人氣的故事紅櫻篇進行改編，部分片段重新繪製。當然也有與原作不同之處，像是加入真選組、神威、阿伏兔等人的登場，並加重對銀時、小太郎、晉助等人過去的描寫。

## 製作人員
- 原作：空知英秋
- 監督：高松信司
- 監修：藤田陽一
- 劇本：大和屋暁
- 旁白：立木文彥
- 動畫制作：日昇動畫
- 製作：劇場版銀魂製作委員會
- 發行：華納兄弟

## 音樂
主題曲／片尾曲
作詞・作曲：氏原亘，主唱：DOES

## 外部連結
- （日語）《銀魂》劇場版官方網站